# Thomas Montemage
Thomas Ronald „Tom“ Montemage (* 21. Januar 1927 in Buffalo; † 31. Januar 2014 in Williamsville) war ein US-amerikanischer Radrennfahrer.

## Sportliche Laufbahn
Montemage war im Bahnradsport und im Straßenradsport aktiv. Er war Teilnehmer der Olympischen Sommerspiele 1948 in London. In der Mannschaftsverfolgung blieb das Team der USA mit Al Stiller, Thomas Montemage und Ted Smith unplatziert. 
Bei den Olympischen Sommerspielen 1952 in Helsinki wurde die US-amerikanische Mannschaft mit Steve Hromjak, James Lauf, Tom Montemage und Donald Thomas Sheldon in der Mannschaftsverfolgung auf dem 18. Rang klassiert. 
In Tokio 1964 nahm Montemage am olympischen Straßenrennen  teil. Er beendete das Rennen nicht. 1959 wurde er Zweiter im Etappenrennen Tour du Saint-Laurent.

## Berufliches
Montemage wurde später Feuerwehrmann in Buffalo.